# Haley Barbour
Pour les articles homonymes, voir Barbour.
Haley Reeves Barbour, né le 22 octobre 1947 à Yazoo City (États-Unis), est un avocat, homme politique et lobbyiste américain, gouverneur du Mississippi de 2004 à 2012.

## Biographie

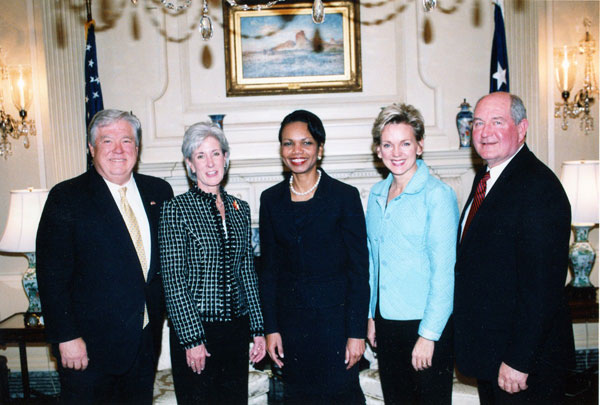
Haley Barbour en 2006 au côté de Kathleen Sebelius, Condoleezza Rice, Jennifer Granholm et Sonny Perdue.

### Enfance et études
Haley Barbour est né le 22 octobre 1947 à Yazoo City. Son père Jeptha Fowlkes Barbour, Jr., est un avocat, mort alors qu'il n'avait que deux ans. En 1968, il abandonne ses études de droit à l'université du Mississippi pour s'engager dans l'équipe de campagne électorale de Richard Nixon, candidat républicain à l'élection présidentielle. Il reprend ensuite ses études, et sort diplômé de l'université en 1973.

### Carrière politique
Il rejoint l'administration de Ronald Reagan comme conseiller dans les années 1980, puis entre au Comité national républicain dans les années 1990. Il s'engagea également en 1988 dans la campagne de  George H. W. Bush pour la présidence. Il est élu président du Comité national en 1993 et dirige alors son parti dans l'opposition contre le président Bill Clinton. Il quitte la tête du comité en 1997 et Jim Nicholson lui succède.
Barbour est connu pour être un influent lobbyiste qui seconda efficacement le gouverneur George W. Bush lors de sa campagne électorale pour l'élection présidentielle de 2000.

#### Gouverneur du Mississippi
Le 4 novembre 2003, Haley Barbour est élu gouverneur républicain du Mississippi avec 53 % des suffrages contre 46 % au gouverneur démocrate sortant, Ronnie Musgrove (en). Il est alors le second gouverneur républicain du Mississippi depuis 1877 et la fin de la période de reconstruction qui suivit la guerre de Sécession.
Au début du mois de septembre 2005, l'État du Mississippi, l'Alabama et le sud de la Louisiane sont ravagés par l'ouragan Katrina. La ville de Biloxi est par exemple dévastée. Plusieurs centaines de morts sont dénombrés alors que la polémique fait rage concernant l'organisation des secours. À l'inverse du Gouverneur de Louisiane, Barbour prend la responsabilité des carences des secours et refuse d'accuser le gouvernement fédéral et le président George W. Bush. Son action durant cette crise fut finalement moins critiquée que celle de sa consœur de Louisiane, Kathleen Blanco, et est même comparée à celle de Rudy Giuliani lors des attaques terroristes de New York le 11 septembre 2001. Finalement, sa cote de popularité bondit de quinze points pour s'établir à 58 % à la fin du mois de septembre 2005.[réf. nécessaire]

En novembre 2007, Haley Barbour est réélu gouverneur avec 58 % des voix face à John Arthur Eaves (en), candidat démocrate. Il est alors le premier gouverneur républicain de l'État à être élu pour un second mandat depuis 1877. Soumis à la limite constitutionnelle de deux mandats consécutifs, il ne peut se représenter en 2011 et c'est le républicain Phil Bryant, élu en novembre 2011, qui lui succède en janvier 2012.